# I due re
I due re (Der alte und der junge König) è un film del 1935 diretto da Hans Steinhoff.
La vicenda del film, sceneggiata da Rolf Lauckner e Thea von Harbou, verte sulla giovinezza di Federico II di Prussia e sui suoi rapporti con il padre, Federico Guglielmo I. La pellicola fa parte della copiosa produzione di film tedeschi che, nei circa vent'anni che vanno dalla fine della Grande Guerra ai primi anni del secondo conflitto mondiale, esaltarono la figura di grande re e condottiero di Federico II, un genere cinematografico vero e proprio che prese il nome convenzionale di Fridericus-Rex-Filme.

## Trama
A Potsdam, ai tempi del re soldato Federico Guglielmo I di Prussia. Il principe ereditario Federico, chiamato familiarmente Fritz, fa irritare il padre a causa delle grosse spese cui va incontro per sostenere la letteratura e la musica, quelli che Federico Guglielmo considera degli svaghi superflui e dispendiosi. Il sovrano accusa il suo erede - che lui vorrebbe adeguatamente preparato al futuro ruolo di re - di mantenere il suo reggimento di granatieri in uno stato di degrado desolante.
Fritz, per sfuggire al duro trattamento del padre, progetta di fuggire in Inghilterra dalla famiglia di sua madre, aiutato dall'amico Katte. Ma, per onore, quest'ultimo si rifiuta di prendere parte al piano di Fritz. Il re mette poi agli arresti il figlio, accusato di essere un codardo e un bugiardo. Fritz, prigioniero, viene tenuto in isolamento e gli viene proibito di suonare e di leggere.
La notte, il re torna da una riunione prima del solito e sorprende nella camera da musica, insieme alla sorella Guglielmina, il figlio mentre sta suonando il flauto. Nella sala si trova anche Katte, che riesce a nascondersi appena in tempo. Furioso, il re prende il flauto e alcuni libri, gettandoli nel fuoco del camino. Poi ordina al figlio di accompagnarlo in un viaggio nel sud della Germania. Fritz, ormai, è sempre più convinto di dover fuggire. E, questa volta, può contare sull'aiuto di Katte.
Ma la fuga non riesce e i due vengono catturati e condannati alla reclusione nella fortezza militare di Küstrin. La sentenza di Katte viene commutata in condanna a morte: sarà decapitato e Federico è costretto ad assistere alla morte dell'amico.
Il principe si sottomette al padre, ma i rapporti tra i due restano freddi e distanti. Superata la prova, può seguire di nuovo le sue inclinazioni artistiche. Sul letto di morte del re, ascolta le ultime parole che gli indirizza il padre: "Rendi grande la Prussia".

## Produzione
Il film fu prodotto dalla Deka Film. Venne girato a Potsdam (Garnisonskirche) dal 26 ottobre al novembre 1934.

## Distribuzione
Distribuito dalla Neue Deutsch Lichtspiel-Syndikat Verleih (N.D.L.S.), il film fu presentato in prima a Stoccarda il 29 gennaio, mentre a Berlino venne proiettato il 5 febbraio 1935 all'Ufa-Palast am Zoo. In Italia venne distribuito dalla Saturnia Film.
Anche se la storia apparentemente è quella del conflitto tra un padre e un figlio, il film mette in scena il principio della leadership propugnato dalla propaganda nazista. Nel dopoguerra, il governo militare alleato ne vietò le proiezioni.

## Divieti
Le proiezioni in pubblico di questo film furono vietate nelle Provincie di Bolzano e Trento.